# Armée d'Aragon
L’armée d'Aragon est une des armées françaises qui combattent en Espagne lors de la guerre d'Espagne. Existante entre 1809 et 1814, son territoire d'opération est constitué principalement de l'Aragon auquel s'ajoute, selon les époques, la Catalogne et le royaume de Valence.

## Création et dénominations
L'armée d'Aragon est créée en 1809 à partir du 3e corps passé près le siège de Saragosse des mains de Junot à celles de Suchet. En 1811, l'armée de Catalogne est placée sous les ordres du commandant en chef de l'armée d'Aragon mais l'ensemble ne prend le nom d'armée d'Aragon et de Catalogne qu'en 1813.

## Commandant en chef

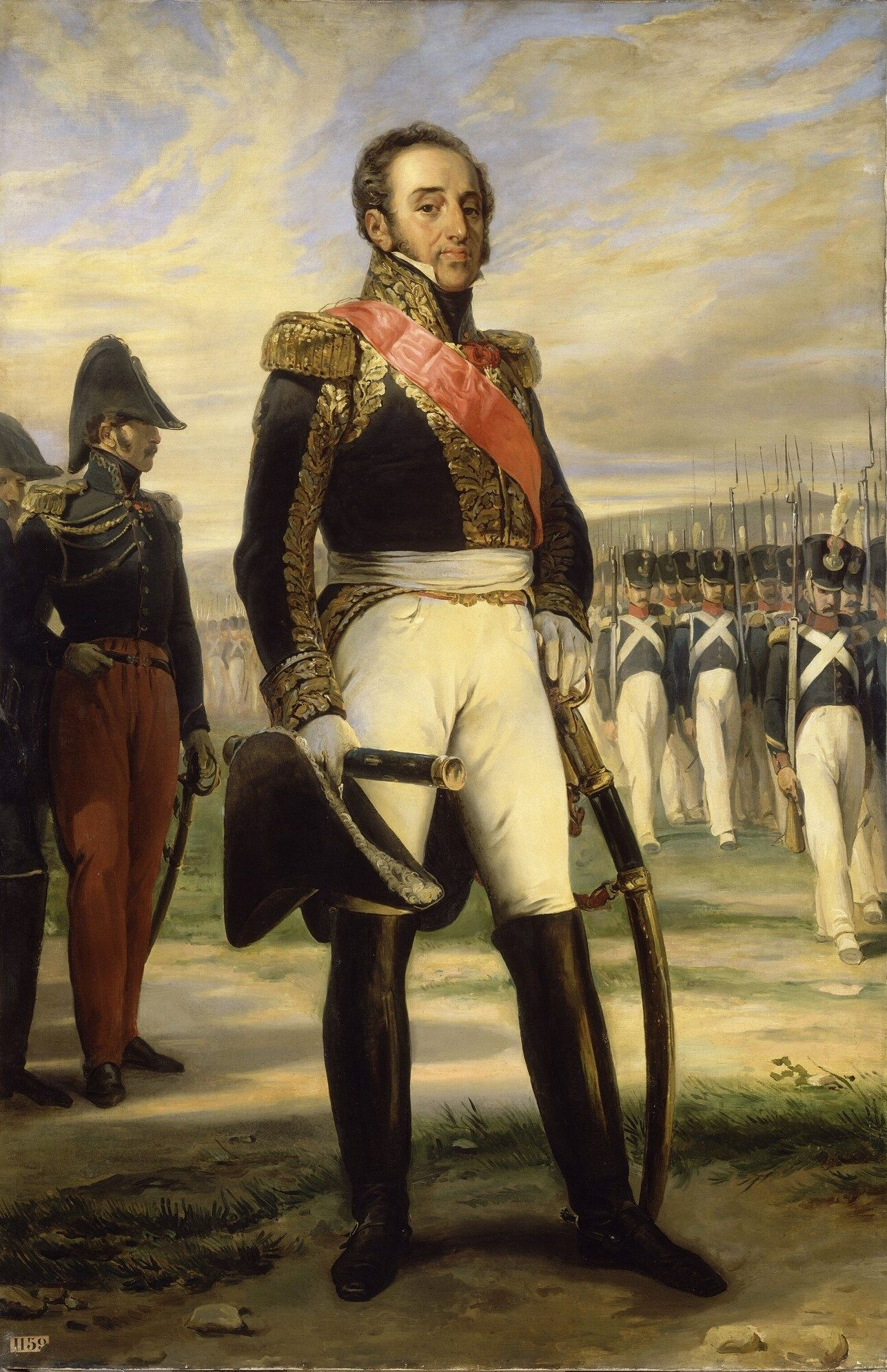
Le maréchal Louis-Gabriel Suchet, commandant en chef de l'armée d'Aragon. Peinture de Jean-Baptiste Paulin Guérin.

Tout au long de son existence, l'armée d'Aragon ne connaît qu'un seul commandant en chef, le général Louis-Gabriel Suchet, fait maréchal d'Empire en juillet 1811.

## Composition

### 1809
À sa création, l'armée d'Aragon est constituée uniquement du 3e corps, qui, à la suite du siège de Saragosse est réduit à environ 9 000 hommes que Suchet organise en deux divisions sous les ordres des généraux Laval et Musnier. Lors de l'arrivée de renfort, une troisième division est constituée sous les ordres du général Habert. L'état-major est commandé par le général Harispe, secondé par le colonel Saint-Cyr Nugues. À la fin de l'année 1809, l'armée d'Aragon compte 18 000 hommes.

### 1810
En 1810, l'armée d'Aragon compte entre 22 000 et 25 000 hommes. Suchet commande à la fois au 3e corps et au 7e, qui constitue l'armée de Catalogne sous les ordres du maréchal Macdonald.

### 1811
Au début du siège de Tarragone, Suchet dispose sous ses ordres de 40 000 hommes répartis entre les 3e et 7e corps. En septembre 1811, l'armée d'Aragon dispose de 7 000 hommes pour les garnisons d'Aragon et de Catalogne et d'un corps de bataille de 23 000 hommes répartis en cinq divisions d'infanterie (trois françaises, une italienne et une napolitaine), une division de cavalerie, 1 800 artilleurs et 600 pionniers.
Après avoir reçu en décembre 1811 les renforts de Montbrun en provenance de l'armée du Portugal, de Darmagnac de l'armée du Centre et de Reille depuis la Navarre, l'armée d'Aragon est forte de 33 000 hommes.

## Campagnes et engagements

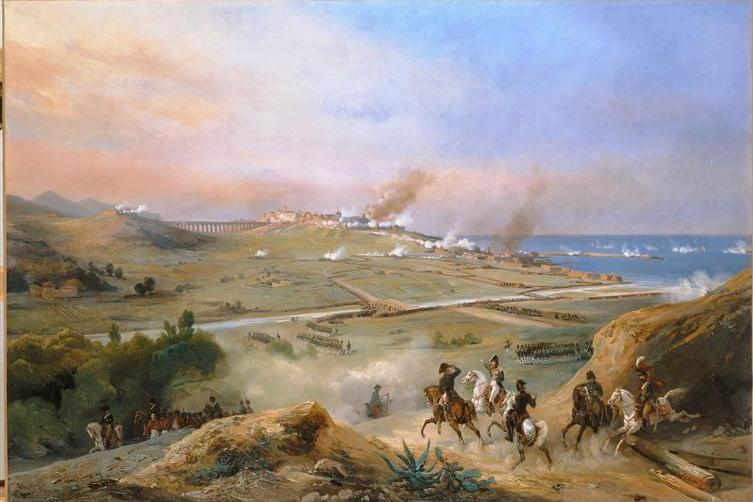
Prise de Tarragone par l'armée d'Aragon en 1811, par Jean-Charles-Joseph Rémond.

Dès sa création, l'armée d'Aragon doit affronter une offensive sur Saragosse de l'armée du général Blake. Celui-ci est battu en deux temps et son armée dispersée aux batailles de Maria et de Belchite. Les troupes françaises passent la fin de l'année 1809 à pacifier le territoire sous leur responsabilité. Au début 1810, l'armée d'Aragon se porte sous les murs de Valence dans le cadre de la campagne d'Andalousie menée par le maréchal Soult. Sans artillerie, elle rétrograde sur Teruel cinq jours plus tard. En avril 1810, l'armée d'Aragon met le siège devant Lérida, qui tombe le 14 mai. En juillet 1810, c'est au tour de Tortose d'être assiégée. Après deux tentatives de secours d'armées espagnoles commandées par O'Donnell puis La Romana repoussées par les troupes françaises, Tortose capitule le 2 janvier 1811.
Après une période passée à reprendre en main l'Aragon, les troupes de Suchet mettent le 4 mai 1811 le siège devant Tarragone qui tombe le 28 juin. Immédiatement après, les Français se lancent à la poursuite de l'armée de Campoverde (en) qui est presque entièrement détruite. L'objectif suivant de l'armée est la ville de Valence. Après s'être arrêté pour assiéger Sagonte devant laquelle il défait à nouveau Blake, Suchet arrive devant Valence puissamment défendue à la fin de l'année 1811. Après avoir reçu des renforts des autres armées présentes en Espagne, il passe à l'attaque le 26 décembre et encercle l'armée espagnole obligée de s'enfermer dans la ville. Après deux tentatives de sorties, la garnison capitule le 10 janvier.
Au cours de l'année 1812, l'armée d'Aragon repousse une offensive d'O'Donnell à la bataille de Castalla puis accueille sur son territoire l'armée du Centre et le roi Joseph fuyant Madrid après la bataille des Arapiles. 
En 1813, Wellington lance une offensive générale en Espagne et l'armée d'Aragon doit défendre Tarragone. Après la bataille de Vitoria et l'évacuation de l'Espagne par les autres armées, l'armée d'Aragon doit évacuer le royaume de Valence. Le 8 juillet 1813, les Espagnols attaquent la capitale de l'Aragon, Saragosse et contraignent le général Pâris à évacuer la place et à retraiter sur Lérida. Après la perte de l'Aragon, les Français évacuent le sud de la Catalogne, font sauter les fortifications de Tarragone et se retranchent derrière le Llobregat.
Après quelques affrontements avec l'armée anglo-espagnole de Lord Bentinck, Suchet rétrograde jusqu'à Gérone et laisse une forte garnison sous les ordres du général Habert soutenir le siège de Barcelone. En avril 1814, l'armée d'Aragon et de Catalogne repasse la frontière tandis que l'abdication de Napoléon met fin aux opérations militaires.